# کنگ هیو شیل
کنگ هیو شیل (انگلیسی: Kang Hyo-shil; تاریخ ورودی نامعتبر است – ۲ نوامبر ۱۹۹۶) هنرپیشه اهل کره جنوبی بود.